# Søløven (1916)
Søløven, później Søridderen i Hajen – duński torpedowiec, następnie trałowiec z okresu międzywojennego i II wojny światowej, jedna z 10 zbudowanych jednostek typu Springeren. Okręt został zwodowany 9 września 1916 roku w stoczni Orlogsværftet w Kopenhadze, a do służby w Kongelige Danske Marine wszedł w maju 1917 roku. W 1929 roku jednostkę przebudowano na trałowiec. W 1937 roku nazwę okrętu zmieniono na „Søridderen”, a służbę zakończył w czerwcu 1940 roku. W kwietniu 1943 roku trałowiec został na powrót przyjęty do składu floty pod nazwą „Hajen”. W sierpniu 1943 roku okręt został zdobyty przez Niemców, a pod banderę duńską powrócił po zakończeniu wojny. Jednostka została wycofana ze służby na początku 1947 roku.

## Projekt i budowa
Okręt był jedną z 10 zbudowanych jednostek typu Springeren, których projekt bazował na zbudowanym na licencji Normanda w kopenhaskiej stoczni w 1907 roku torpedowcu „Ormen” . Okręty były od początku przestarzałe, jednak niski koszt budowy zaowocował zbudowaniem dużej serii jednostek .
„Søløven” zbudowany został w stoczni Orlogsværftet w Kopenhadze . Stępkę okrętu położono w kwietniu 1916 roku, a zwodowany został 9 września 1916 roku .

## Dane taktyczno-techniczne
Okręt był niewielkim torpedowcem o długości całkowitej 38,5 metra, szerokości 4,25 metra i zanurzeniu 2,74 metra . Wyporność standardowa wynosiła 93 tony, a pełna 109 ton . Okręt napędzany był przez maszynę parową potrójnego rozprężania o mocy 2000 KM, do której parę dostarczały dwa kotły . Jednośrubowy układ napędowy pozwalał osiągnąć prędkość 24,6 węzła . Okręt zabierał zapas 15 ton węgla, co zapewniało zasięg wynoszący 425 Mm przy prędkości 14 węzłów .
Okręt wyposażony był w dwie wyrzutnie torped kalibru 450 mm: stałą na dziobie i obrotową na pokładzie . Uzbrojenie artyleryjskie stanowiły dwa pojedyncze 6-funtowe działa pokładowe kalibru 57 mm M1885 L/40 .
Załoga okrętu składała się z 24 oficerów, podoficerów i marynarzy .

## Służba

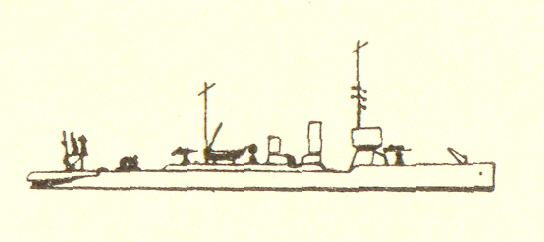
Bliźniaczy „Springeren” po przebudowie na trałowiec.

„Søløven” wszedł do służby w Kongelige Danske Marine w maju 1917 roku . W 1920 roku okręt otrzymał numer taktyczny 8, zmieniony trzy lata później na B4 . W 1929 roku jednostkę przebudowano na trałowiec, pozbawiając ją pokładowej wyrzutni torped i instalując wyposażenie trałowe (okręt otrzymał też nowy numer taktyczny – S3) . W 1937 roku nazwę okrętu zmieniono na „Søridderen” . W czerwcu 1940 roku jednostka została wycofana ze służby, jednak w kwietniu 1943 roku została do niej przywrócona pod nazwą „Hajen” .
29 sierpnia 1943 roku okręt został zdobyty przez Niemców w bazie Korsør. Według niektórych ogólnych publikacji był używany przez Kriegsmarine do zadań trałowych, jednak inne źródła go nie wymieniają w jej składzie. Okręt został zwrócony Danii po zakończeniu działań wojennych w maju 1945 roku . Jednostka została ostatecznie wycofana ze służby w styczniu 1947 roku .